# آدل اونیانگو
آدل اونیانگو (انگلیسی: Adelle Onyango؛ زادهٔ ۵ فوریهٔ ۱۹۸۹) روزنامه‌نگار اهل کنیا است.
وی همچنین برندهٔ جوایزی همچون ۱۰۰ زن بی‌بی‌سی شده‌است.